# José Andrëa
José Mario Martínez Arroyo Gonzalez [cita requerida] (La Paz; 2 de junio de 1971), más conocido como José Andrëa (añadiendo el nombre «Andrea» por su primera hija) es un cantante Boliviano/Español, de madre Española y padre Boliviano, famoso por su trabajo con el grupo de folk metal Mägo de Oz, grupo español, el cual abandonó en 2011 para convertirse en vocalista y líder de la banda José Andrëa y Uróboros.

## Carrera
Nacido en La Paz, Bolivia, pero se crio en España, en el barrio de Hortaleza, considerándose madrileño de adopción. A los dos meses de edad se muda con su madre a España donde ha residido desde entonces. Comenzó tocando la batería en un grupo escolar a la edad de 14 años. Después de que el cantante del grupo se cambiara de colegio, José lo sustituyó a la espera de encontrar un reemplazo. Es en ese momento que casualmente comienza a vislumbrar poco a poco la capacidad vocal que posee y comienza a tomar clases de música. Tal era su talento que tanto su madre como un profesor de música le insistieron en que tomara clases de canto y más adelante fuera al Real Conservatorio Superior de Música de Madrid.
Mientras estudiaba canto se desempeñó como cantante en varias formaciones del panorama madrileño de heavy metal, entre ellas con la banda Easy Rider. También formó parte de la banda de rock Grial, con quienes tuvo sus primeras experiencias semi profesionales como músico cantando en directo. Más tarde decide dejar esta agrupación dada su apretada agenda por tener que terminar sus estudios, además de tocar en una orquesta que tenía fechas en directo que comenzaron a conflictuar con su banda de rock. Una vez terminados sus estudios, José decide irse a estudiar al extranjero con la intención de convertirse en contratenor para ópera, pero al no lograr destacar en este ambiente musical, decide regresar a Madrid y dedicarse a la docencia dando clases de canto y coro en el IMT. También llegó a formar parte del grupo Las Ranas DF, con quienes únicamente llegó a grabar algunos demos.
Fue en 1994, cuando uno de los componentes de Mägo de Oz, Txus di Fellatio (batería y líder fundador del grupo), fue a la academia donde éste daba clases, buscando a un vocalista para su grupo. Txus, junto a lo que ya era Mägo de Oz, habían actuado una noche antes como teloneros de los míticos Ñu y, casualmente, José los había visto. El baterista consultó a José sobre algún alumno de su academia que fuese aventajado en canto y que le gustase el rock, con el fin de que asumiera el puesto de vocalista de Mägo de Oz, ante lo cual José se ofreció él mismo para el puesto.

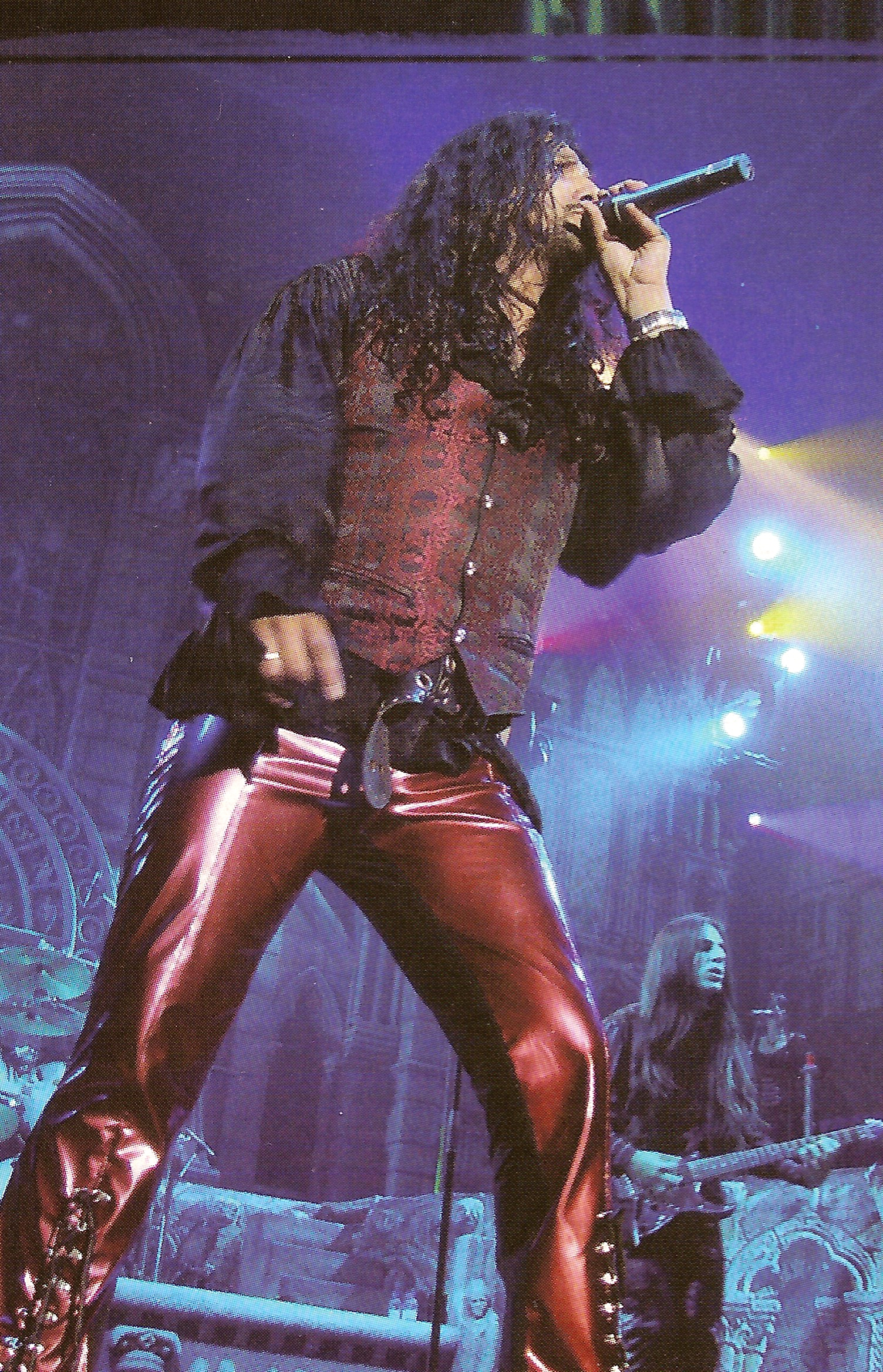
José Andrëa en concierto con Mägo de Oz en 2006.

En el año 1995, José ingresa como vocalista oficial de Mägo de Oz, banda que le daría fama internacional. En un principio era conocido como José “Mowglie”, pero tras el nacimiento de su hija Andrea, decide adoptar el seudónimo de José Andrëa.
A lo largo de su carrera con Mägo de Oz, obtuvo varias nominaciones y premios a “Mejor cantante masculino”, entre ellas las del Rockferendum de Mariskal Rock donde ganó desde 2005 hasta 2008, y quedó segundo en los años 2009, 2010 y 2011.
En 2004, bajo la producción de Txus di Fellatio, José lanzó su primer álbum en solitario llamado Donde el Corazón te Lleve. Un álbum compuesto por baladas de grandes grupos de rock como Deep Purple, Scorpions, Barón Rojo, Rainbow, entre otros, pero con letras adaptadas al español.
El 24 de octubre de 2011, José Andrëa comunica a través de la web oficial del grupo su separación de Mägo de Oz. Esto dado inconformidades que el cantante comenzó a tener con el rumbo musical y estético de la banda. Aunque más tarde comenzaron a darse a conocer las diferencias personales que comenzó a tener con Txus di Fellatio, quien solía reprocharle que no se cuidaba la voz.
Para inicios del 2012 se embarca en lo que sería su nueva banda: José Andrëa y Uróboros. Grupo al que invita a los exintegrantes de Mägo de Oz: Sergio Cisneros “Kiskilla” y Pedro Diaz “Peri”. En este proyecto deja un poco de lado el estilo de Mägo de Oz y da un total enfoque a un Rock and roll mezclado con Blues.
En enero de 2023, José se reúne con sus antiguos compañeros de Mägo de Oz que ya habían dejado la banda, Frank, Carlitos y Salva, y juntos deciden comenzar giras por Latinoamérica y España tocando temas de Mägo de Oz, bajo el nombre de Los Mago. Más tarde deciden cambiar el nombre de su agrupación por el de Kabrönes para evitar problemas legales con el grupo Mägo de Oz.

## Voz
La voz de José Andrëa es de un tenor lírico ligero (creyendo incluso sus profesores en un principio que se trataba de un contratenor).[cita requerida] El registro vocal de José Andrëa, según la discografía a la cual le ha dado voz, vendría a ser de un Fa#2 (Adiós dulcinea), frecuentes Do5 y Re5 alcanzados en cabeza (La Leyenda de la Mancha, El Santo Grial, Kelpie, La cruz de Santiago, El pacto...), Fa5 en voz de cabeza (La Última Cena), siendo La5 su máximo sobreagudo registrado (min 10:12 Mägo de Oz - La Bruja).[cita requerida] Su registro vocal es Fa#2-Do5~Fa5(La5), es decir que tiene un registro de 40 semitonos o 3,33 octavas.[cita requerida]
En los últimos años con Mägo de Oz, debido a las intensas giras, la edad, su adicción al alcohol en ese entonces, y otros factores ambientales, la voz de José se había oscurecido ligeramente y los tonos agudos habían perdido su brillantez característica en beneficio de otros matices, como son una voz más desgarradora y con más cuerpo.[cita requerida]

## Vida personal

### Problemas de salud
Durante sus últimos años en Mägo de Oz y los primeros en Uróboros, José Andrëa sufrió de problemas de adicción con el alcohol. Esto terminó afectando su rendimiento en el escenario e incluso le provocó una pancreatitis y posterior peritonitis, por lo que tuvo que ser operado de emergencia en 2013 durante las fechas de conciertos en su natal La Paz, Bolivia. Tras la operación, José perdió parte del intestino grueso, la vesícula y páncreas. Esto le obligó a cambiar sus hábitos. Una vez recuperado en 2015, decide incluir en el álbum de Uróboros de ese año, "Resurrección", la canción La Salida del Averno, la cual habla sobre como logró superar la adicción al alcohol.
El 9 de septiembre de 2021, José requirió de intervención quirúrgica por la aparición de dos eventraciones causadas por una mala cicatrización de previas cirugías. Aunque la cirugía se retrasó al 22 de septiembre del mismo año tras haber dado positivo en Covid.

### Boda
En agosto de 2023, José anuncia en sus redes sociales que contraerá matrimonio con quien fuera su pareja durante los últimos años, la artista Sarah Ayuso (conocida como “Sarah Yorkeso” en redes sociales). La boda tuvo lugar el 21 de octubre de 2023.

## Discografía

### Mägo de Oz
- 1996: Jesús de Chamberí
- 1997: La bruja
- 1998: La leyenda de La Mancha
- 2000: Finisterra
- 2002: Fölktergeist
- 2002: A Costa da Rock (En Directo)
- 2003: Gaia
- 2004: Belfast
- 2005: Madrid Las Ventas (En Directo)
- 2005: Gaia II: La voz dormida
- 2006: The Best Oz
- 2007: La ciudad de los árboles
- 2008: Barakaldo D.F. (En Directo)
- 2010: Gaia III: Atlantia
- 2010: Gaia: Epílogo
- 2011: Love 'n' Oz

### Uróboros
- 2012: Uróboros
- 2015: Resurrección
- 2018: La Paz, donde todo es posible (En Directo)
- 2019: Bienvenidos Al Medievo

### José Andrëa (Como solista)
- 2004: Donde el corazón te lleve

## Colaboraciones
| Tema                              | Banda                             | Álbum                        | Año  |
| --------------------------------- | --------------------------------- | ---------------------------- | ---- |
| Mirada Asesina                    | Muro                              | Peligro Inminente            | 1999 |
| Hasta el Fin                      | Ankhara                           | Dueño del tiempo             | 1999 |
| Magia en Esta Noche               | Foxy Lady                         | Un Rombo                     | 2000 |
| Muestra la Verdad                 | Foxy Lady                         | Un Rombo                     | 2000 |
| El Final                          | The Garb                          | Abismos                      | 2005 |
| Ancha es Castilla                 | Renacer                           | En Versiones Vol.1           | 2006 |
| Y Serás Canción                   | Big Simon Band                    | Big Simon... Y serás canción | 2007 |
| Este Invierno No Hace Frío        | Sabor Amargo                      | Este Invierno No Hace Frío   | 2008 |
| En Esta Noche                     | In Extremo                        | Sængerkrieg                  | 2008 |
| Ángeles con una Sola Ala          | Dragonfly                         | Alma Irae                    | 2009 |
| 1000 Lágrimas                     | Dragonfly                         | Alma Irae                    | 2009 |
| Investigando en los Tejados       | El gitano, la cabra y la trompeta | Besos por Balas              | 2009 |
| Mi jefe                           | Mojinos Escozíos                  | Mená chatruá                 | 2011 |
| Solo Puedo Anidar En Ti           | Local 9                           | Local 9                      | 2013 |
| El Discurso del Estridente        | Efecto Broken                     | Nuevo Orden                  | 2014 |
| El Mismo Pecado                   | Aquelarre                         | Tempo                        | 2016 |
| Descalzo por tus Besos            | Tregua                            | Kilómetro A Kilómetro        | 2018 |
| El Cruzado                        | Legado de una Tragedia            | El Secreto de los Templarios | 2019 |
| Quiero                            | Catherine Gairard                 | Sola                         | 2021 |
| El Baler (1898)                   | Casus Belli                       | Ad Calendas Graecas          | 2022 |
| Arianne                           | Casus Belli                       | Ad Calendas Graecas          | 2022 |
| El Traidor                        | Z Legacy                          | --                           | 2023 |
| Señores Del Mar (Wield the Sword) | Edu Falaschi                      | El Dorado                    | 2023 |
| Hasta que el Cuerpo Aguante       | La Refrescante Banda Aljibe       | --                           | 2023 |
| Sólo Confía En Que Sí             | Judas Pizarro                     | --                           | 2023 |
| Entre Piedras y Cruces            | Héctor Matías                     | --                           | 2023 |
| Todo el Mundo en Pie              | Medina Azahara                    | El Sueño Eterno              | 2023 |
| Ha Nacido un Rey                  | The Steve Mendez Project          | --                           | 2023 |
| Canto                             | Aztra                             | Canto que ha Sido Valiente   | 2023 |
| Contando al Andar                 | Lèpoka                            | Dios está Borracho           | 2024 |
| El Último Aliento                 | Eder PullHammer                   | De Frente                    | 2024 |